# 막돼먹은 영애씨 16
《막돼먹은 영애씨 16》은 tvN에서 2017년 12월 4일부터 2018년 1월 23일까지 방영된 《막돼먹은 영애씨》 시리즈 중 열여섯 번째 드라마다.

## 소개
노처녀 캐릭터를 중심으로 대한민국 직장인의 현실을 담아낸 드라마

## 등장 인물

### 이영애디자인 → 낙원사
- 김현숙 : 이영애(40세) 역 - 사장 → 낙원사 사장
- 고세원 : 김혁규 역 - 영업 팀장 → 낙원사 대리

### 승준네
- 이규한 : 이규한 역 - 성인 웹툰 작가, 승준의 사촌동생
- 손수현 : 손수현 역 - 규한의 어시스턴트

### 지성사 → 낙원사
- 이승준 : 이승준(41세) 역 - 낙원사 사장, 이영애의 남자친구
- 라미란 : 라미란 역 - 디자인팀 부장
- 윤서현 : 윤서현 역 - 영업팀 대리 → 영업팀 차장
- 정지순 : 정지순 역 - 영업팀 과장
- 이수민 : 이수민 역 - 디자인팀 사원
- 스잘김 : 스잘 역 - 인쇄소 사원

### 영애네 가족
- 송민형 : 이귀현 역 - 아버지
- 김정하 : 김정하 역 - 어머니
- 정다혜 : 이영채 역 - 동생

### 그 외 인물
- 탁용신 : 이낙원 역 - 이승준의 아버지이자 전직 낙원사 사장
- 전성애 : 전성애 역 - 김정하의 친구이자 앙숙관계
- 정윤건 : 김해밀 역 - 혁규와 영채의 아들
- 김가빈 : 김해진 역 - 혁규와 영채의 딸

### 특별출연
- 유형관 : 유형관 역 - 전직 아름다운 사람들 사장, 라미란의 요구르트 고객 (1, 10, 16화)
- 박철민 : 조덕제 역 - 낙원사 전 사장, 지성사 사장 (1~2화)
- 김원해 : 취객 역 (1화)
- 김재화 : 김재화 역 - 인생막걸리 이사 (1~3화)
- 육진수 : 버스 승객 역 (3화)
- 정상훈 : 이규한의 선배 역 (4화)
- 양배차 : 패스트 푸드점 손님 (6화)
- 조경숙 : 손수현의 어머니 역 (13화)
- 조덕제 : 조덕제 역 - 전신 낙원사 사장, 지성사 사장 (16화)
- 권오중 : 라미란의 남편 역 (16화)
- 임서연 : 변지원 역 - 윤서현의 아내, 이영애의 친구 (16화)
- 한기웅 : 한기웅 역 - 전신 낙원사 직원, 게임회사 사장 (16화)
- 오승윤 : 이영민 역 - 이영애의 동생 (16화)

## 촬영지
- 호치민 시청 광장
- 을왕리 해수욕장
- 소요산탑온천랜드

## 시청률
최저 시청률과 최고 시청률은 시청률 조사회사와 지역별로 시청률에 차이가 있을 수 있습니다.
| 2017년      | 2017년      | 2017년                      | 2017년     | 2017년      |
| 회차        | 방송일      | 부제                        | AGB 시청률 | TNmS 시청률 |
| ----------- | ----------- | --------------------------- | ---------- | ----------- |
| 제1회       | 12월 4일    | 결혼의 시발(始發)           | 2.752%     | 3.0%        |
| 제2회       | 12월 5일    | 과속이 야속해               | 3.234%     | 3.6%        |
| 제3회       | 12월 11일   | 임신은 처음이라             | 2.354%     | 2.6%        |
| 제4회       | 12월 12일   | 과거는 그렇게 미래가 된다   | 2.500%     | 2.9%        |
| 제5회       | 12월 18일   | 아비규한                    | 2.152%     | 2.2%        |
| 제6회       | 12월 19일   | Aㅏ... Bㅓ리고 싶은 Cㅣ스터 | 3.021%     | 3.3%        |
| 제7회       | 12월 25일   | 고요한 밤 거북한 밤         | 2.385%     | 3.4%        |
| 제8회       | 12월 26일   | 잠시, 한 집살이             | 3.267%     | 3.3%        |
| 2018년      |             |                             |            |             |
| 제9회       | 1월 1일     | 새해 ‘철’ 많이 드세요       | 2.694%     | 3.4%        |
| 제10회      | 1월 2일     | 때론 남보다 못한 내 편      | 3.100%     | 3.6%        |
| 제11회      | 1월 8일     | 임신과 함께                 | 3.197%     | 3.6%        |
| 제12회      | 1월 9일     | ‘빚’나는 우리 인생          | 3.370%     | 3.4%        |
| 제13회      | 1월 15일    | 공사다...망 한 날           | 3.211%     | 3.5%        |
| 제14회      | 1월 16일    | 인생 후‘반전’               | 3.342%     | 3.9%        |
| 제15회      | 1월 22일    | 당신의 가장 나종 지닌 것    | 2.784%     | 4.0%        |
| 제16회      | 1월 23일    | 오늘도 막돼먹은 영애씨!     | 3.585%     | 4.3%        |
| 평균 시청률 | 평균 시청률 | 평균 시청률                 | 2.934%     | 3.4%        |